# Landvogtei Miltenberg
Die Landvogtei Miltenberg war eine während der napoleonischen Zeit von 1807 bis 1810 bestehende Verwaltungseinheit im Norden des Großherzogtums Baden.

## Geschichte

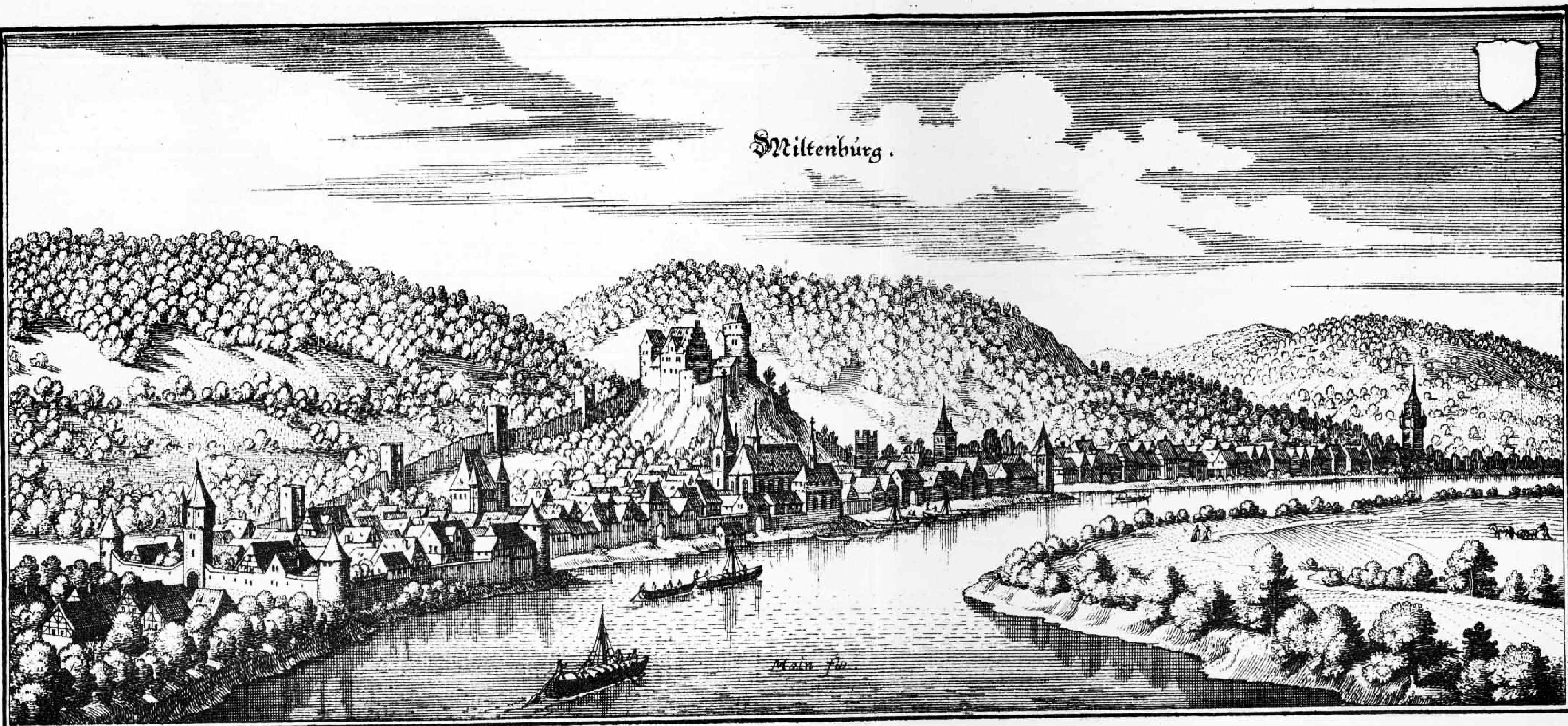
Miltenberg 1646, Stich von Merian

Mit der Umsetzung der Rheinbundakte 1806 gerieten in einem breiten Streifen zwischen Neckar und Main  Gebiete der reichsfürstlichen Häuser Leiningen, Salm und Wertheim unter badische Landeshoheit. Im Sommer 1807 wurden sie in 19 standesherrliche Ämter untergliedert. Ebenfalls mediatisiert wurden die reichsritterschaftlichen Orte.
Im Dezember 1807 wurde die leiningenschen Ämter in kleinere sogenannte Justizämter aufgeteilt, zugleich entstanden drei Landvogteien als landesherrliche Oberbehörde, denen die Ämter und außerdem die ritterschaftlichen sowie weitere Orte, in denen geteilte grundherrschaftliche Rechte bestanden, unmittelbar untergeordnet wurden. Die in Miltenberg ansässige Landvogtei wurde zuständig für die Ämter Miltenberg, Amorbach, Walldürn, Hardheim, Mudau, Boxberg, Rosenberg, Gerichtstetten Schüpf und Heubach, sowie für die Orte Angeltürn, Ober- und Untereubigheim, Umpfenbach, Lautenbach, Reichartshausen, Rütschdorf, Hettigenbeuern, Waldstetten, Monbrunn, Windischbuchen und den grundherrschaftlichen Anteil am Schüpfer Grund (gemeint ist das Amt Schüpf). Im Rahmen der Verwaltungsgliederung Badens wurde die Landvogtei der Provinz des Unterrheins zugeordnet. Die Leitung als Obervogt wurde dem leiningenschen Regierungsdirektor Schmieg übertragen.
Ende 1809 wurde in Baden mit dem Novemberedikt eine Vereinheitlichung der Verwaltungsstrukturen verkündet. Mit Wirksamkeit 1810 traten an die Stelle der drei Provinzen zehn Kreise, die landesweit als Mittelbehörde oberhalb der Ämter fungierten. Aus der Landvogtei Miltenberg, der Landvogtei Wertheim und dem Bezirksamt Buchen von der Landvogtei Mosbach entstand der Main- und Tauberkreis.

## Weitere Entwicklung
Im Herbst 1810 erklärte sich Baden im Rahmen eines Dreiecksgeschäfts bereit, den nördlichen Teil des Gebiets mit Amorbach und Miltenberg an das Großherzogtum Hessen abzutreten. Er kam 1816 zum Königreich Bayern und bildete dort den Kern des Landkreises Miltenberg.
Von dem bei Baden verbliebenen Rest zählt, nach zahlreichen Umstrukturierungen und Änderungen in der Zugehörigkeit,  seit Anfang 1973 der westliche Teil zum Neckar-Odenwald-Kreis, der östliche zum Main-Tauber-Kreis.